# Sidi Madani
Sidi Madani ou Hai Sidi Madani Chiffa  est une agglomération secondaire de la commune de Chiffa, dans la wilaya de Blida, en Algérie.
Située au sud de la commune, à 12 km de Blida et 60 km au sud-ouest d'Alger, elle compte 6 282 habitants en 2004. Son code ONS est le 091103.
Entre décembre 1947 et mars 1948, ont eu lieu, dans un ancien hôtel transatlantique à Sidi Madani, dans les gorges de la Chiffa, des rencontres d’intellectuels, écrivains, artistes venus d’Algérie et de France. Y participèrent notamment Louis Benisti, Malek Bennabi, Albert Camus, Jean Cayrol, Mohamed Dib, El Boudali Safir, Louis Guilloux, le docteur Khaldi, Michel Leiris, Brice Parain, Louis Parrot, Francis Ponge, Emmanuel Roblès, Jean Sénac, Jean Tortel,…   Ces rencontres, bien qu’ignorées de la plupart des historiens ou passées sous silence, méritent d’être évoquées comme un moment important de la vie intellectuelle de l’époque.